# Somatofílacs
Els somatofílacs (grec antic: σωματοφύλακες, somatofílakes, literalment 'guardaespatlles') constituïen la guàrdia d'alt rang de l'antic exèrcit macedoni, al servei del Regne de Macedònia. Eren escollits entre la noblesa macedònia.
Durant els regnats de Filip II i Alexandre el Gran, època en la qual aquesta institució es coneix millor, el seu nombre estava fixat en set homes. A més de servir de guardaespatlles, eren els confidents més propers del rei, i sovint ocupaven també altres càrrecs de rellevància, com generals o quiliarques.

## Somatofílacs de Filip II
El guardaespatlles més conegut de Filip II va ser Pausànies d'Orèstia, que va assassinar-lo l'estiu del 336 aC a l'entrada del teatre d'Eges. Els motius de Pausànies, del que es rumorejava que també havia estat amant de Filip II, no són clars. Quan intentava fugir, va ser mort per tres membres més de la guàrdia de Filip: Pèrdicas, Lleonat i Àtal. Tot i que el nou rei Alexandre va renovar el cos de somatofílacs, els dos primers recuperarien la seva posició uns anys més tard.

## Somatofílacs d'Alexandre
Els set guardaespatlles que va seleccionar Alexandre a l'ascendir al tron van ser Arribes, Ptolemeu, Lisímac de Tràcia, Arístonous de Pel·la, Bàlacros, Demetri, i Pitó d'Eòrdia.
Posteriorment hi hagueren les següents variacions:
- Ptolemeu va morir al setge d'Halicarnàs el 334 aC, mentre comandava dues divisions d'infanteria a l'assalt de la ciutat. Va ser substituït per Hefestió de Pel·la, l'estimat amic d'infància d'Alexandre.
- Després de la batalla d'Issus (333 aC, Bàlacros va ser recompensat amb el títol de sàtrapa de Cilícia. En el seu lloc es va nomenar Menes, que uns anys més tard (possiblement per la seva mort) va ser substituït per Perdicas d'Orèstia.
- El 330 aC Demetri va ser acusat d'haver participat en la consipiració de Filotes per assassinar Alexandre i va ser executat. El seu lloc fou ocupat per Ptolemeu de Lagos (el futur Ptolemeu I d'Egipte)
- Després del setge de Malaves, Alexandre va afegir a Peucestes com a vuitè somatofílac.